# Stammlager VI A
Das Stammlager VI A (kurz: Stalag VI A) war ein Stammlager für Kriegsgefangene in Hemer, Westfalen. Es bestand von 1939 bis 1945 auf dem Gebiet, das anschließend von der Blücher-Kaserne in Anspruch genommen wurde. Es war eines der größten Kriegsgefangenenlager im Dritten Reich und galt als „Sterbelager“ vor allem für sowjetische Kriegsgefangene. Ein Großteil der Gefangenen, die Zwangsarbeit im Ruhrbergbau verrichteten, waren in Hemer registriert. Das Lager wurde im Herbst 1939 eingerichtet und am 13. April 1945 von der US-Armee befreit.
Nach Kriegsende nutzten die Alliierten das Gelände als Internierungslager Camp Roosevelt. Von 1946 bis 1955 war das Lager Standort der belgischen Besatzungsmacht, bis die Bundeswehr es 1956 bezog. Ein Denkmal und ein Geschichtsraum erinnern an das ehemalige Kriegsgefangenenlager.

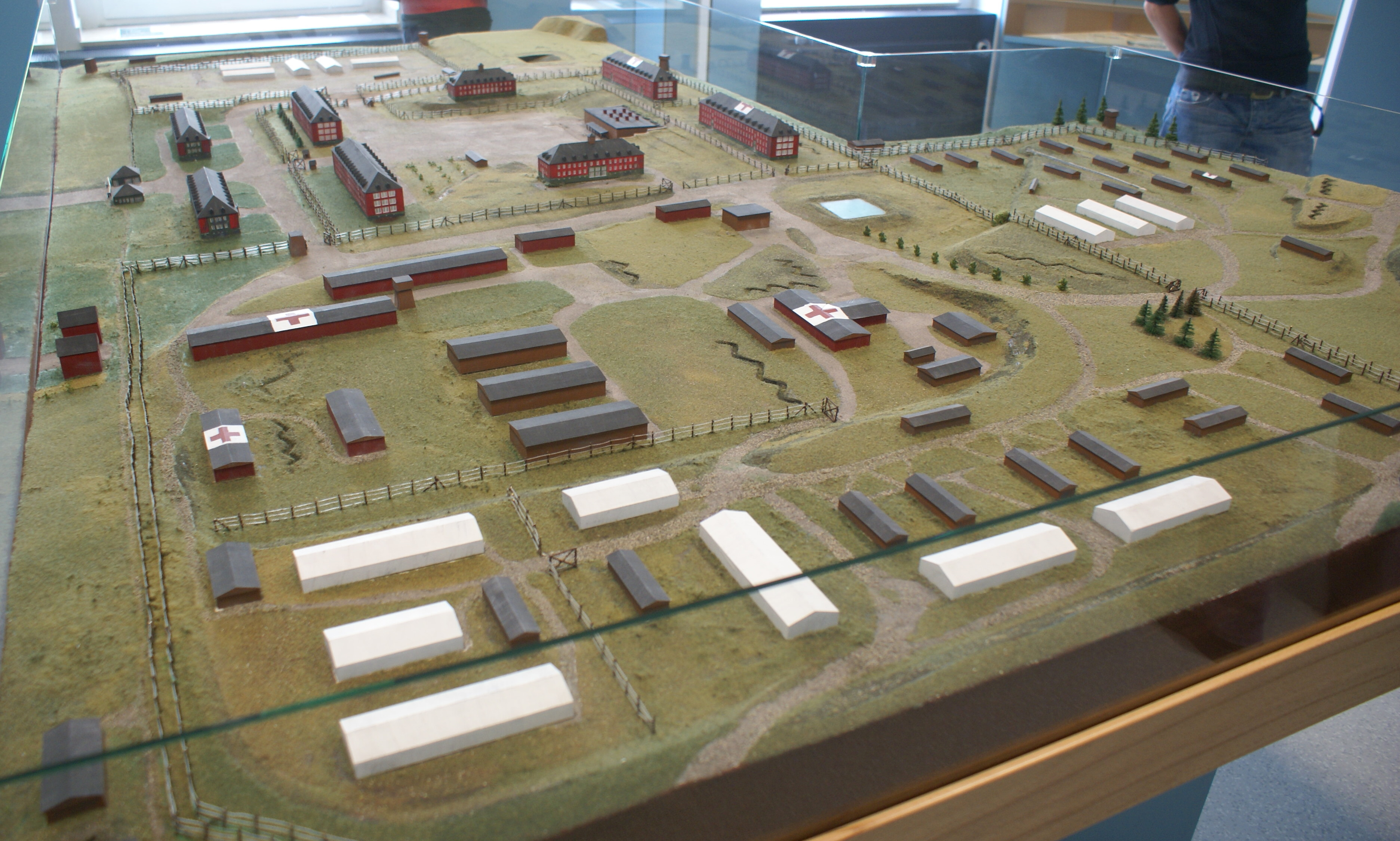
Modell des Stammlagers VI A (Stand 1945); Mauerwerk rot, Holzbaracken braun, Zelte weiß

## Geschichte

### Vorgeschichte und Einrichtung des Lagers
Das Kriegsgefangenen-Mannschaftsstammlager Stalag VI A in Hemer war das erste seiner Art im Wehrkreis VI (Münster). Der Komplex am Jüberg war ursprünglich für eine Panzerkaserne vorgesehen. Da die Militärführung die Anzahl der Kriegsgefangenen unterschätzt hatte, mussten kurzfristig neue Unterbringungsorte gefunden werden. Im September 1939 wurde Hemer als Standort für das Stalag VI A ausgewählt. Für die ersten polnischen Kriegsgefangenen wurden wenig später als Übergangslösung große Zelte vom Nürnberger Reichsparteitag auf einem Sportplatz in der Nähe der Kasernengebäude aufgestellt, da sich die Gebäude noch im Rohbau befanden.
Die Gefangenen bezogen im Oktober und November 1939 die immer noch nicht fertig ausgestatteten Steingebäude und einige zusätzlich aufgestellte Baracken. Dreistöckige Pritschen wurden erst nach einigen weiteren Wochen angeschafft. Die sanitären Anlagen waren von Beginn an in schlechtem Zustand, so dass sich schnell Krankheiten ausbreiteten.
Die Verwaltung nahm im Herbst 1939 ihre Arbeit auf und legte für jeden Gefangenen eine Akte an. Die Gefangenen mussten eine nummerierte Erkennungsmarke tragen und waren in den ersten Monaten vor allem in der Land- und Forstwirtschaft eingesetzt.

### Das Stalag VI A im Zweiten Weltkrieg

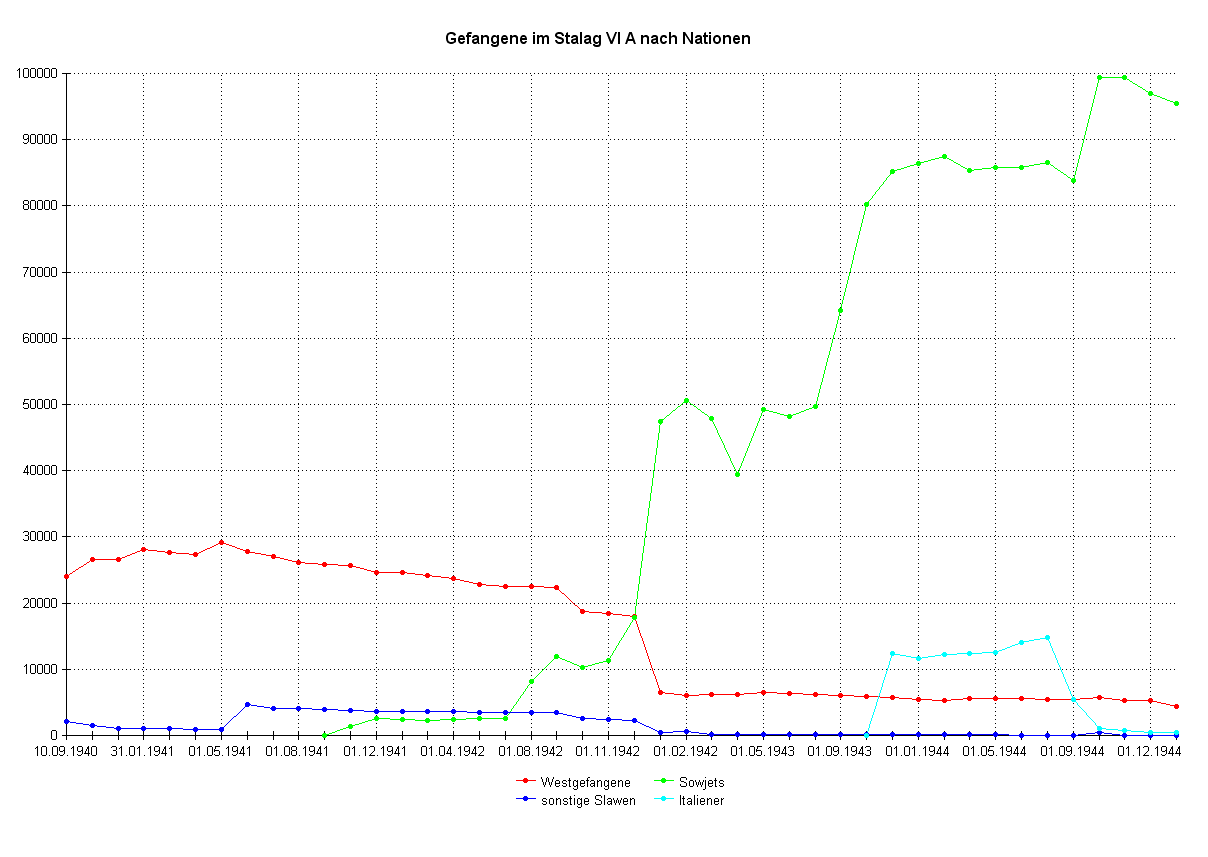
Im Stalag VI A registrierte Kriegsgefangene: Westgefangene (Rot; v. a. Franzosen und Belgier, aber auch Briten), Sowjets (Grün), sonstige Slawen (Blau; Polen und Jugoslawen), Italiener (Türkis)

Im Stalag VI A waren bis Mitte 1942 30.000 Kriegsgefangene registriert. Bis zum Sommer 1943 stieg die Zahl auf 55.000, zwischen Dezember 1943 und Befreiung im April 1945 lag sie bei 100.000. Die polnischen Gefangenen waren in den ersten Monaten Ende 1939 in der Mehrheit, im Herbst 1940 lag ihre Zahl dann noch bei rund 2.600. Vergleichsweise hoch war zu diesem Zeitpunkt die Anzahl französischer Gefangener mit etwa 23.500. Briten wurden nach ihrer Gefangennahme schnell in andere Lager verlegt. Seit dem Juni 1941 waren auch Serben in Hemer untergebracht.
Im Oktober 1941 wurden die ersten sowjetischen Gefangenen registriert, deren Zahl sich bis zum Juni 1942 relativ konstant um 2.500 bewegte; bis zum Ende des Jahres stieg sie auf 47.000. Polen und Serben wurden gleichzeitig zum größten Teil an andere Lager übergeben. Stalag VI A entwickelte sich damit zum reinen Russenlager. Die meisten Sowjets wurden im Steinkohle-Bergbau im nahen Ruhrgebiet eingesetzt; das Lager wurde im November 1942 in ein „Sonder-Mannschaftsstammlager für den Ruhrbergbau“ umgewandelt. Zuvor waren die Gefangenen zum Arbeitseinsatz im südlichen Teil des Regierungsbezirks Arnsberg verteilt. Im Herbst 1944 gehörten fast 100.000 sowjetische Gefangene zum Zuständigkeitsbereich des Stalags VI A.
Seit Herbst 1943 waren auch Italiener in Hemer registriert, Ende 1944 kamen einige Rumänen dazu. Während des Zweiten Weltkriegs wurden mehr als 200.000 Gefangene durch das Lager geschleust. Vor allem seit November 1943 war die Kapazität der Gebäude bei weitem überschritten. Etwa 10.000 Gefangene waren zu diesem Zeitpunkt im Stalag-Komplex untergebracht. In den letzten Wochen vor der Befreiung des Lagers lag die Zahl bei 23.000 Insassen.

### Die Übergabe des Stammlagers
Nach der Schließung des Ruhrkessels am 1. April 1945 wurde das Lager von führenden SS- und Gestapo-Offizieren verstärkt als Rückzugsort genutzt. Bereits am 10. März war die Funkstelle des SS-Oberabschnitts West dorthin verlegt worden. Unter anderen setzte sich Karl Gutenberger, General der Waffen-SS, nach Hemer ab. Wegen des dortigen Lazaretts wurden keine Luftangriffe der Alliierten befürchtet. In der heutigen Wulfertschule richtete die Gestapo aus Hörde Anfang April ihre neue Leitstelle ein. Am 11. April tötete sie acht Fremdarbeiter in Hemer, nachdem sie bereits in Dortmund, Hagen, Iserlohn und Lüdenscheid insgesamt rund 300 Menschen umgebracht hatten.
Wenige Stunden später geriet Hemer unter US-amerikanisches Artilleriefeuer; daraufhin flohen Gestapo- und SS-Männer in Zivilkleidung und tauchten mit gefälschten Pässen unter. Nach der Sprengung des Ruhrkessels konzentrierten sich die deutschen Truppen aus dem östlichen Bereich im Iserlohner und Hemeraner Raum. Generalleutnant Fritz Bayerlein bereitete eine friedliche Übergabe des Lagers vor und befahl seinen Truppen, die unter Munitionsmangel litten und demoralisiert waren, auf weitere Kampfhandlungen zu verzichten.
Die Verhandlungen zur Übergabe des Lagers führte Hauptmann Edmund Weller. Eine amerikanische Kampfgruppe der 7th Armored Division erreichte am 13. April 1945 nach einem überraschenden Vorstoß den Deilinghofener Flugplatz in der Nähe des Stalags VI A. Weller fuhr, vermutlich nach Rücksprache mit dem Lagerkommandanten Wussow, zu den Amerikanern, um ihnen die Situation zu schildern. Er äußerte die Befürchtung der Lagerleitung, die Kontrolle über die Gefangenen zu verlieren. Mit zwei amerikanischen Offizieren fuhr Hauptmann Weller ins Stalag und übergab es den Amerikanern. Gleichzeitig hatte Hauptmann Albert Ernst eine friedliche Übergabe der Stadt Hemer erreicht.
Die amerikanischen Soldaten fanden 22.000 Gefangene vor, vorwiegend Russen, davon waren 9.000 lazarettreif krank. In den Kellern wurden 200 Leichen gefunden, die in der Hektik der letzten Kriegstage nicht mehr beerdigt worden waren. Vor der Befreiung waren etwa 100 Gefangene pro Tag an Epidemien und Unterernährung gestorben. Insgesamt kamen im Stalag Hemer mindestens 23.470 Kriegsgefangene um.

### Die Tage nach der Befreiung
Nach der Übergabe sahen es die US-Truppen als ihre Aufgabe an, die Inhaftierten zu versorgen, Plünderungen und Übergriffe zu verhindern und eine geordnete Rückführung vorzubereiten. Einigen gelang trotz der Bewachung die Flucht durch ein Loch im Zaun, das durch den Beschuss entstanden war. Mit Gewalt und der Zusage von Verpflegung gelang es, die meisten zurückzuholen. Im Lager kam es zu Plünderungen in der Küche. Dabei wurden große Mengen verschimmelter Brote gefunden, was die Unruhe weiter verstärkte. Die Amerikaner kümmerten sich schnell um die medizinische Versorgung der Lagerinsassen in neu errichteten Zelten.
Als das Lager ab dem 15. April nicht mehr so streng bewacht wurde, strömten viele Gefangene in die Stadt und es kam vermehrt zu Plünderungen. Wenige Tage später holten gefangene Offiziere gemeinsam mit der US-Militärpolizei die Ausgebrochenen wieder zurück; danach wurde die Bewachung wieder verschärft. Bis Juli kam es dennoch vereinzelt zu Plünderungen in Hemer, vor allem durch italienische Gefangene. Einige versuchten, Angehörige der sowjetischen Lagerpolizei zu lynchen.
Die US-Truppen verbesserten die hygienischen Zustände und verteilten die Gefangenen auf mehr Räumlichkeiten. Das Tbc-Lager wurde kontrolliert niedergebrannt. Kranke Gefangene wurden in das Standortlazarett (heutige Lungenklinik Hemer), die heutige Paracelsus-Klinik Hemer sowie in Baracken im heutigen Friedenspark verlegt.
Ende April begann die Rückführung der ersten Gefangenen aus dem Westen in ihre Heimatländer. Bei den sowjetischen Internierten gestaltete sich die Rückführung schwieriger; so waren noch im Juni 7.000 von ihnen in Hemer untergebracht. Das ehemalige Stammlager war inzwischen in Camp Roosevelt umbenannt worden. Im August verließen schließlich die meisten der sogenannten Displaced Persons das Lager.

### Die Nachkriegszeit
Ein halbes Jahr nach der Befreiung errichteten die britischen Truppen auf dem ehemaligen Stalag-Gelände ein Internierungslager. Das Hemeraner Camp Roosevelt war das siebte sogenannte Civil Internment Camp (CIC) in der britischen Besatzungszone. Im Juni 1945 hatten die US-Amerikaner mit dem Abzug ihrer Truppen aus dem Hemeraner Raum begonnen, die britische Armee übernahm im August die Aufsicht über das Lager. Nach Reparaturen an den Gebäuden und Einrichtungen wurde im November das Internierungslager in Betrieb genommen.
| Datum         | Internierte |
| ------------- | ----------- |
| Dezember 1945 | 2448        |
| Januar 1946   | 2115        |
| Februar 1946  | 2469        |

| Datum      | Internierte |
| ---------- | ----------- |
| März 1946  | 3330        |
| April 1946 | 3176        |
| Mai 1946   | 2793        |

| Datum       | Internierte |
| ----------- | ----------- |
| Juni 1946   | 3627        |
| Juli 1946   | 3548        |
| August 1946 | 3366        |

Eine besondere Einrichtung war das Sonderlager für Kriegsverbrecher, in dem im August 1946 650 Internierte untergebracht waren. Es gehörte zu den kleineren Internierungslagern im britischen Bereich mit einem hohen Anteil ranghoher Kriegsverbrecher. Ein Grund dafür war die Beschaffenheit des Lagers, unter anderem mit einer Zentralheizung und gut ausgestatteten Sanitäreinrichtungen. Die Internierten und ihre Bewacher organisierten kulturelle und religiöse Veranstaltungen. Im September 1946 wurde das Camp Roosevelt aufgelöst und die Internierten in das Lager Eselheide verlegt, das während des Krieges als Stammlager VI K (326) genutzt worden war.

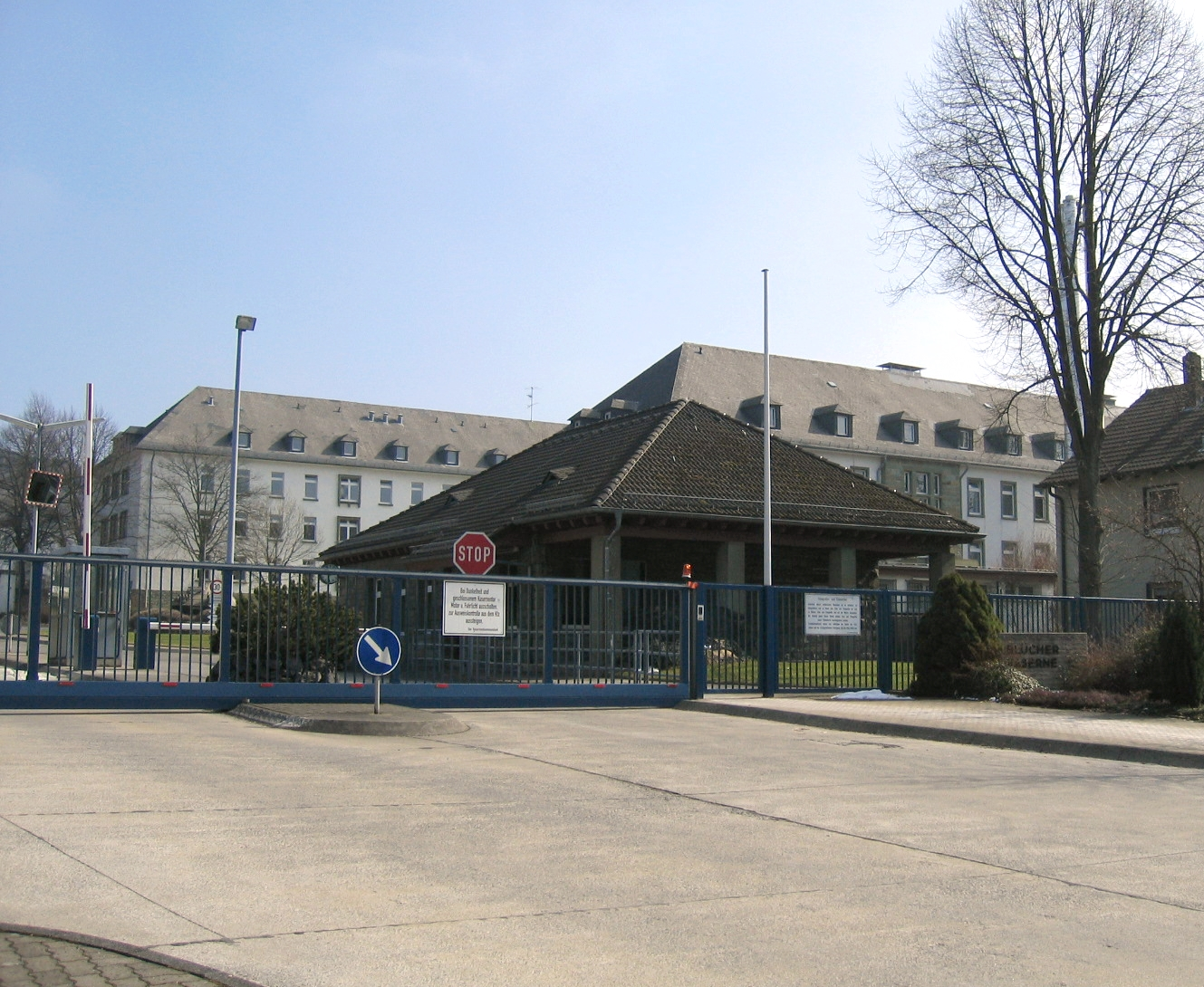
Blücher-Kaserne, 2006

Danach übernahmen im Herbst 1946 belgische Truppen das Lagergelände und nannten es Casernes Ardennes. Dort waren zwei Jägerbataillone stationiert; die Familienangehörigen wurden in 72 beschlagnahmten Wohnhäusern untergebracht. Am 22. und 28. November 1955 zogen die Belgier wieder ab, so dass die Gebäude wieder ihren Eigentümern zur Verfügung standen.
Am 23. Juli 1956 wurde Hemer Garnison der Bundeswehr, die das Lager als Panzerkaserne nutzte und 1964 in Blücher-Kaserne umbenannte. Im Jahr 2007 gab das Verteidigungsministerium den Standort Hemer auf und schloss die Kaserne. Auf dem Gelände fand im Jahr 2010 die Landesgartenschau Hemer unter dem Motto Zauber der Verwandlung statt, die über eine Million Besucher zählte. Seit 2011 trägt das Gelände die Bezeichnung Sauerlandpark Hemer.

## Lagerbeschreibung

Aufbau des Stalags VI A

Durch die Rohbauten der geplanten Kaserne war das Stammlager VI A anfangs besser ausgestattet als viele andere Lager, in denen die Kriegsgefangenen in Baracken und Erdhöhlen untergebracht wurden. Nach dem Überfall auf Polen erwies sich das Lager als zu klein und wurde um 36 Baracken, ein Vorlager und eine Tuberkuloseeinrichtung erweitert. Umgeben war das Stalag von sechs Wachtürmen aus Holz, auf denen Soldaten, ausgestattet mit Maschinengewehren, Telefonen und Scheinwerfern, eingesetzt waren. Das Stalag war von einem zweifachen Zaun aus gut drei Meter hohen Holzpfählen begrenzt. Im zwei Meter breiten Zwischenraum war Stacheldraht gelegt. Zur Innenseite des Lagers hin stand ein weiterer, 1,50 Meter hoher Zaun.
Das Lager bestand aus acht Blockbauten und einigen weiteren Gebäuden und Baracken. Die ersten beiden Blöcke am Lagereingang mit den Kommandanten, dem Postdienst, der Verwaltung und einer Zweigstelle des Landesarbeitsamts waren vom übrigen Gelände durch Stacheldraht abgetrennt. In diesen Gebäuden waren auch Zellen für amerikanische Flugzeugbesatzungen untergebracht. Ein Luftschutzkeller und die zentrale Heizungsanlage für das gesamte Lager befanden sich in den Untergeschossen.

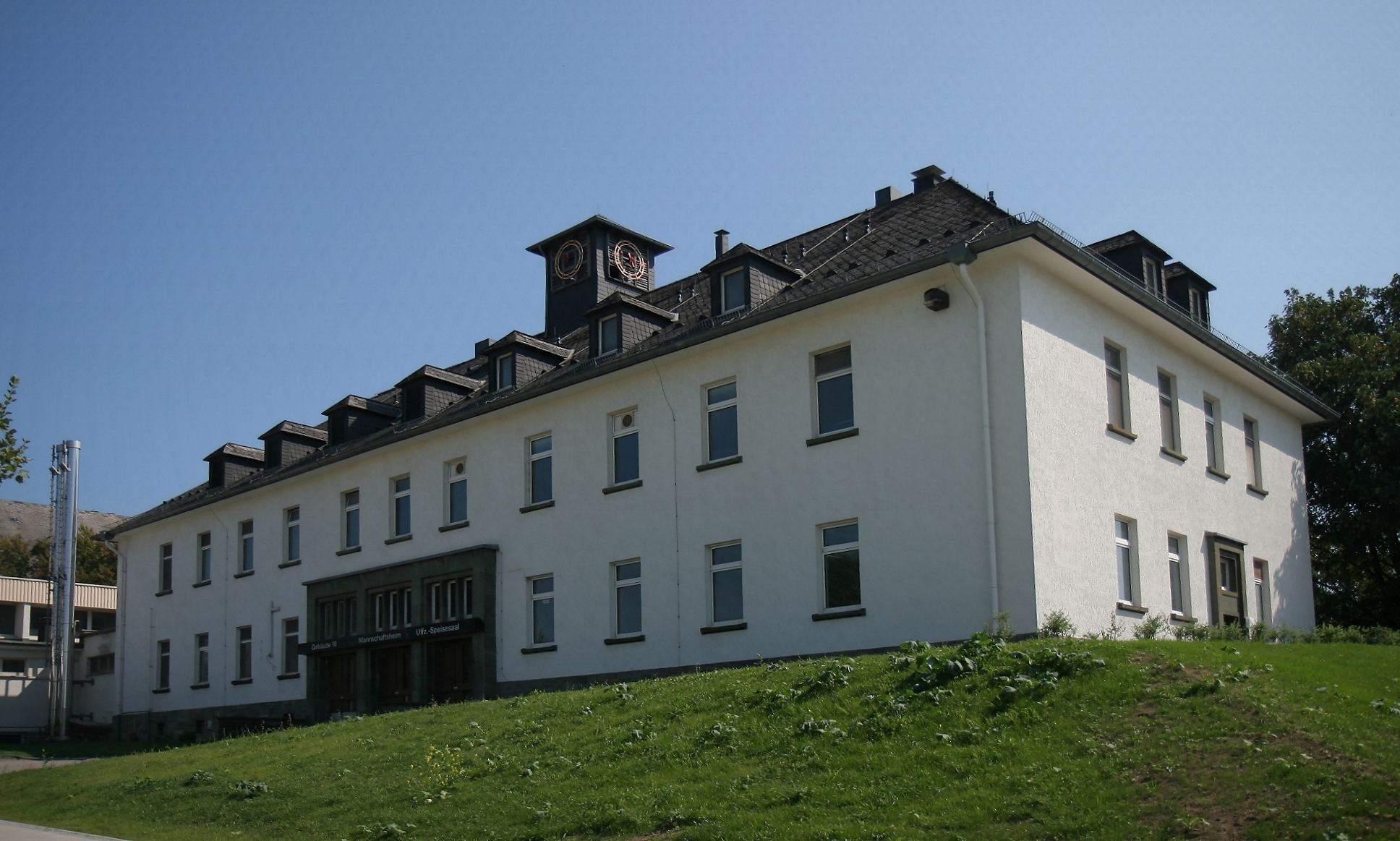
Der Block 5 wurde zu Bundeswehr-Zeiten als Mannschaftsheim genutzt

Der dritte Block wurde als Handwerkerblock bezeichnet, da sie eine Tischlerei, eine Schneiderei, eine Schusterei und die Unterkünfte der dort arbeitenden Kriegsgefangenen aus den Nachbarländern Deutschlands enthielten. Block 4 war in Unterkünfte für Sowjets und Italiener aufgeteilt. In Block 5 lagen die Totenräume für verstorbene Kriegsgefangene, die von dort aus auf die Friedhöfe überführt wurden. In den übrigen Räumen waren Operationssäle eingerichtet, in denen sowjetische Chirurgen die Gefangenen versorgten und auch operierten. Auf der anderen Seite des späteren Bundeswehr-Exerzierplatzes befand sich Block 6 mit einer Krankenabteilung und Unterkünften für Franzosen, Polen und Belgier. Block 7 am nordöstlichen Rand des Lagers enthielt die Krankenstation für sowjetische Gefangene, die dort von deutschen und russischen Ärzten betreut wurden. Die Abteilung für Innere Medizin wurde in den Block 8 verlagert, in dem auch ein Gefängnis untergebracht war.
Am späteren Exerzierplatz befand sich die zentrale Lagerküche, wo sich die Gefangenen die Mahlzeiten abholten. Für den strengen Arrest wurden südlich der Blöcke 32 Einzelzellen eingerichtet. Durch einen Stacheldraht war das Gebäude von den benachbarten Krankenstationen für Italiener, Franzosen, Belgier und Polen und der Zahnstation abgetrennt. Im Südwesten des Lagers befand sich ein Baracken-Vorlager, in dem neue Gefangene aufgenommen und nach der Entlausung je nach Gesundheitszustand in andere Stationen weitergeleitet wurden. Im Tuberkulose-Lager im Südosten standen sechs Baracken für Schwerkranke. Das Lager war streng vom übrigen Gelände abgetrennt und wurde wegen der Ansteckungsgefahr nur vom ausländischen Personal betreten. Im Nordosten des Lagergeländes befanden sich weitere Baracken für Kriegsgefangene, die zum Arbeitseinsatz abgestellt waren.

## Leben im Lager

### Westliche Gefangene
In den ersten Jahren seines Bestehens bildeten Franzosen den Großteil der Gefangenen im Stalag VI A. Direkt von der Westfront wurden sie nach Hemer verlegt, wo sie als erstes ihre militärische Ausrüstung abgeben mussten. Die Hemeraner Zivilbevölkerung reagierte mit Hass auf die Ankunft der ersten Gefangenen. Gefangenentransporte wurden von einigen Deutschen bespuckt und mit Steinen beworfen. Dunkelhäutige Gefangene aus den französischen Kolonien in Afrika wurden zur Attraktion für Schaulustige.
Seit dem Winter 1940 wurden die Bedingungen für die französischen und belgischen Gefangenen besser. So wurde die Nahrung von ungewohntem Schwarzbrot auf Lieferungen aus der Heimat umgestellt. Durch Verlegungen in auswärtige Arbeitskommandolager wurde auch der Platzmangel beseitigt. Im Lager wurden kulturelle Veranstaltungen organisiert und französische Ärzte behandelten gemeinsam mit deutschen Kollegen die Gefangenen.
Sowohl Belgier als auch Franzosen bestimmten seit dem Frühling 1941 jeweils einen Vertrauensmann, der Kontakt mit den Lager-Kommandanten hielt. Sie organisierten unter anderem die Rückführung arbeitsunfähiger Gefangener in ihre Heimat. Arbeitsfähige Westgefangene wurden entweder in der Landwirtschaft oder als Facharbeiter in der Industrie eingesetzt und meist gut behandelt.

### Sowjetische Gefangene
Sowjetische Kriegsgefangene waren seit dem September 1941 im Stalag VI A inhaftiert. Für den Umgang mit ihnen galten besondere Vorschriften, was damit begründet wurde, dass die Sowjetunion unter Josef Stalin weder die Haager Landkriegsordnung noch die Genfer Konventionen unterzeichnet hatte. Aus dem Stalag wurden sie vor allem in Arbeitskommandolager des Ruhrbergbaus verlegt. Entgegen den Bestimmungen der Genfer Konventionen wurden die Gefangenen teilweise jedoch auch zur Arbeit in der Rüstungsindustrie eingesetzt.
Menge und Qualität der Nahrung waren geringer als für die anderen Nationalitäten, da Sowjets nicht vom Internationalen Komitee vom Roten Kreuz versorgt wurden. So erhielten sie keine Schlafdecken und es gab für sie nur wenige Medikamente.
Trotz Verbots waren die meisten sowjetischen Gefangenen über den Kriegsverlauf genau informiert. Viele sahen darin die Motivation, um Anwerbungsversuchen der Deutschen zu widerstehen.

### Sonstige slawische Gefangene
Im September 1939 gelangten die ersten polnischen Gefangenen in das Stalag VI A. Nachdem sie anfangs als minderwertige Menschen behandelt worden waren, näherten sich in den folgenden Jahren die Bedingungen denen der Westgefangenen an. Seit 1940 bestand die Erlaubnis zur Durchführung kultureller Veranstaltungen; zu Beginn des Jahres 1942 erhielten sie erstmals Pakete des Roten Kreuzes.
Beim Arbeitseinsatz war die Behandlung der polnischen Gefangenen sehr unterschiedlich. In landwirtschaftlichen Betrieben wurden sie teilweise gut eingegliedert; am Anfang wurde aber auch von Ausgrenzung, Hunger und Tod berichtet. Im Lager bildete sich 1944 eine polnische Widerstandsgruppe, die von einem bevorstehenden Aufstand in Polen erfahren hatte. Daraufhin kam es im April 1944 zu 31 Verhaftungen. Die Widerständler wurden ins KZ Buchenwald verlegt und kamen dort ums Leben.
Die serbischen Gefangenen wurden ähnlich behandelt wie die Polen. Von Sommer 1941 bis Dezember 1942 waren mehr als 1000 Südosteuropäer im Stalag VI A inhaftiert, die von einem orthodoxen Pfarrer betreut wurden. Kulturelle oder sportliche Betreuung fand so gut wie nicht statt. Im Zuge der Umwandlung des Stalags in ein „Russenlager“ wurden die meisten Serben verlegt.

### Italienische Internierte
Nach dem Sturz Mussolinis wurden die italienischen Truppen, die sich nicht Deutschland anschlossen, durch die Wehrmacht entwaffnet. Rund 650.000 italienische Soldaten gerieten in deutsche Kriegsgefangenschaft; ein Teil von ihnen wurde noch im Herbst 1943 ins Stalag VI A verlegt. Seit dem September 1943 wurden Italiener nicht mehr als Kriegsgefangene, sondern als Militärinternierte eingestuft, wodurch sich die Lebensbedingungen jedoch nicht änderten. Ähnlich wie die Sowjets wurden die meisten Italiener in der Rüstungsindustrie oder im Ruhrbergbau eingesetzt.
Der Umgang mit den italienischen Internierten war meist ebenso menschenverachtend wie der mit sowjetischen Gefangenen, da viele deutsche Soldaten sie als Verräter betrachteten. Dennoch hatten Abwerbungsversuche der Wehrmacht bis Februar 1944 nur geringen Erfolg. Im Sommer 1944 wurden die Internierten zu Zivilisten erklärt, damit sie unter verbesserten Lebensbedingungen eine höhere Arbeitsproduktivität erzielten. Die Zahl der italienischen Gefangenen im Stalag VI A verringerte sich von 14.786 im Juli auf 1.032 im Oktober. Einige italienische Soldaten, in erster Linie Offiziere, verweigerten die Zustimmung zur Statusänderung. Daraufhin wurden einige Widerständler aus dem Stalag VI A in ein Straflager verlegt. Rund 200 Internierte waren im Hemeraner Stalag an Überanstrengung und mangelhafter Ernährung gestorben.

### Arbeitseinsatz
Ein Großteil der Stalag-Insassen wurde zwangsweise in der Industrie, im Bergbau und in der Landwirtschaft in der Umgebung Hemers eingesetzt. Die Kriegsgefangenen waren zum Teil in zum Stalag gehörenden Arbeitskommandolagern untergebracht. Solche Lager wurden bis 1942 im gesamten Gebiet des späteren Nordrhein-Westfalens eingerichtet, so in Münster, Bochum, Euskirchen, Minden, Paderborn und Warburg.
Noch 1939 hatten die Lagerkommandeure beschlossen, die Gefangenen in Arbeitskommandos, überwiegend in der Landwirtschaft, unterzubringen. Die Arbeitgeber schlossen unter Vermittlung der Arbeitsämter Verträge mit dem Stalag. Im Dezember 1939 waren 497 Gefangene im Kreis Iserlohn eingesetzt, wovon mit Ausnahme von fünf Kommandos alle landwirtschaftlich beschäftigt waren. Im weiteren Kriegsverlauf nahm die Bedeutung des Arbeitseinsatzes in der Industrie zu. Große Unternehmen wie das Sundwiger Messingwerk und Berkenhoff & Paschedag richteten eigene Arbeitslager ein, kleinere Betriebe schlossen sich zu diesem Zweck zusammen. 1945 waren 7 Belgier, 340 Franzosen, 26 Polen, 68 Sowjets, 25 Jugoslawen und 18 Gefangene unbekannter Nationalität allein in Hemer tätig. Die Gefangenen wurden meist korrekt behandelt und versorgt.
Ab Herbst 1942 konzentrierte sich die Zwangsarbeit der sowjetischen Kriegsgefangenen auf Bergbaueinsätze in Außenlagern im Ruhrgebiet. Die Bezirksgruppe Steinkohlenbergbau Ruhr verfügte, dass alle arbeitsfähigen sowjetischen Kriegsgefangenen in Hemer registriert und dann in die Zechen geschickt werden sollten. Nur „dauernd unbrauchbare Kriegsgefangene“ blieben im Stalag VI A, das dadurch den Charakter eines Sterbelagers erhielt. Das Stalag VI A erhielt die Funktion eines Sonder-Mannschaftsstammlagers für den Kohlebergbau im Wehrkreis VI. Damit war das Hemeraner Lager nur noch für Kriegsgefangene zuständig, die ihren Arbeitseinsatz im Ruhrbergbau ableisteten. Die Gefangenen wurden im Stammlager VI K (326) registriert und nach Hemer weitergeleitet. Nach einigen Tagen oder Wochen wurden sie in Arbeitslager im Ruhrgebiet verlegt.
Die Arbeit in den Zechen galt als härtester Arbeitseinsatz in deutscher Kriegsgefangenschaft. Bei sowjetischen und italienischen Gefangenen war die Todesrate besonders hoch. Nach der Niederlage in der Schlacht von Stalingrad verbesserten sich die Arbeitsbedingungen für die Sowjets ein wenig, weil fortan keine neuen Kriegsgefangenen aufgenommen wurden. Dennoch bestimmte die Rassenideologie bis Kriegsende das Verhalten gegenüber den Gefangenen.

### Lagerpersonal
| Rang                | Name                   | Amtszeit                     |
| ------------------- | ---------------------- | ---------------------------- |
| Major z.V.          | Hubert Naendrup        | Oktober 1939 – Dezember 1940 |
| Major z.V.          | Hermann Leonhard       | Dezember 1940 – Juli 1941    |
| Oberst              | Viktor von Tschirnhaus | Juli 1941 – Juni 1942        |
| Oberstleutnant z.V. | Theodor von Wussow     | Juni 1942 – April 1945       |

Über die Zahl der Wehrmachtsangehörigen im Stalag VI A gibt es unterschiedliche Angaben. Während eine amtliche Angabe aus dem Jahr 1944 von 233 spricht, nennt ein Zeitzeuge 556 Personen. Das Sanitätspersonal bestand 1943 für etwa 54.000 Gefangene aus 28 Mitarbeitern.
Ein Teil des Lagerpersonals verhielt sich menschenverachtend gegenüber den Gefangenen. Einige Mitglieder des Wachpersonals bedienten sich an den Essensrationen der Gefangenen und benutzten ihre Schusswaffen bei Ungehorsam. Personal, das den Gefangenen Brot zusteckte, musste mit disziplinarischen Maßnahmen rechnen.
Hauptmann Edmund Weller war den Gefangenen freundlich gesinnt. Innerhalb des Lagers verzichtete er als einziger deutscher Soldat auf das Tragen einer Waffe. Als er von Gewaltmaßnahmen des Personals gegen italienische Internierte erfuhr, erreichte er, dass die Lagerleitung die Wachmannschaften zu einem weniger harten Umgang ermahnte. Vor der Befreiung des Lagers nahm er Verhandlungen mit der heranrückenden US-Armee auf, um einen Beschuss des Stalag zu verhindern und die Übergabe sicherzustellen.

## Kriegsfriedhöfe

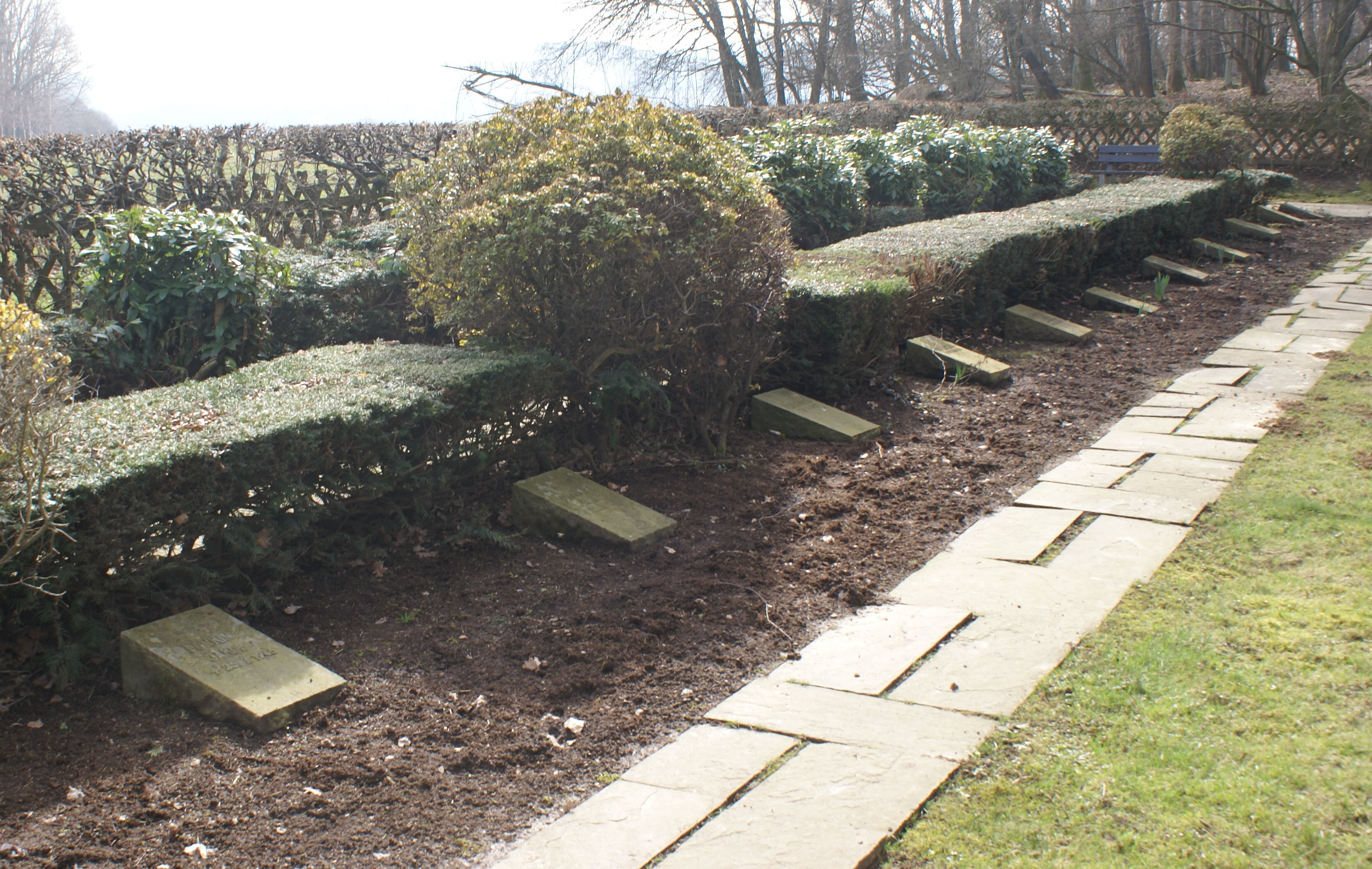
Einzelgräber an der Kriegsgräberstätte Duloh

Die verstorbenen Kriegsgefangenen wurden auf fünf verschiedenen Friedhöfen in Hemer beerdigt. Insgesamt starben etwa 23.900 Kriegsgefangene während ihres Aufenthalts im Stalag VI A; davon waren rund 23.500 Sowjets. In diesen Zahlen sind die Gefangenen, die während eines Arbeitseinsatzes ums Leben kamen, nicht enthalten.
In der Nachkriegszeit wurden die Leichen aus drei Ehrenfeldern umgebettet und die Grabstätten aufgelöst; an den anderen beiden Stätten bestehen Ehrenmale.

### Kriegsgräberstätte Duloh
Die Kriegsgräberstätte auf dem Duloh wurde im Frühjahr 1943 angelegt, nachdem die Stadt Hemer der Wehrmacht das Gelände für 400 Reichsmark überschrieben hatte. Das Gebiet lag in einer militärischen Sperrzone zwischen einem Munitionsdepot und der Standortschießanlage der Seydlitz-Kaserne in Iserlohn, so dass auch der Friedhof mit einem zwei Meter hohen Zaun umgeben war. Um die Leichen zum Friedhof am anderen Ende der Stadt zu transportieren, wurden sie zwischen zwei Bögen Ölpapier gelegt und dann per Totenwagen weggefahren. In den letzten Kriegsmonaten stand dem Lager kein Ölpapier mehr zur Verfügung, so dass die nackten Leichen hüllenlos auf den Wagen geworfen wurden.
Am Friedhof beförderten Pferdefuhrwerke die Leichen in die Massengräber, die eine Breite von 3 Metern und eine Tiefe von 2,5 Metern aufwiesen. Dort wurden die Kriegsgefangenen in vier übereinanderliegenden Reihen beerdigt, bevor das Gelände wieder planiert wurde. Die Arbeiten vor und nach der Bestattung erledigten sowjetische Kriegsgefangene, die in einer Hütte auf dem Gelände untergebracht waren.

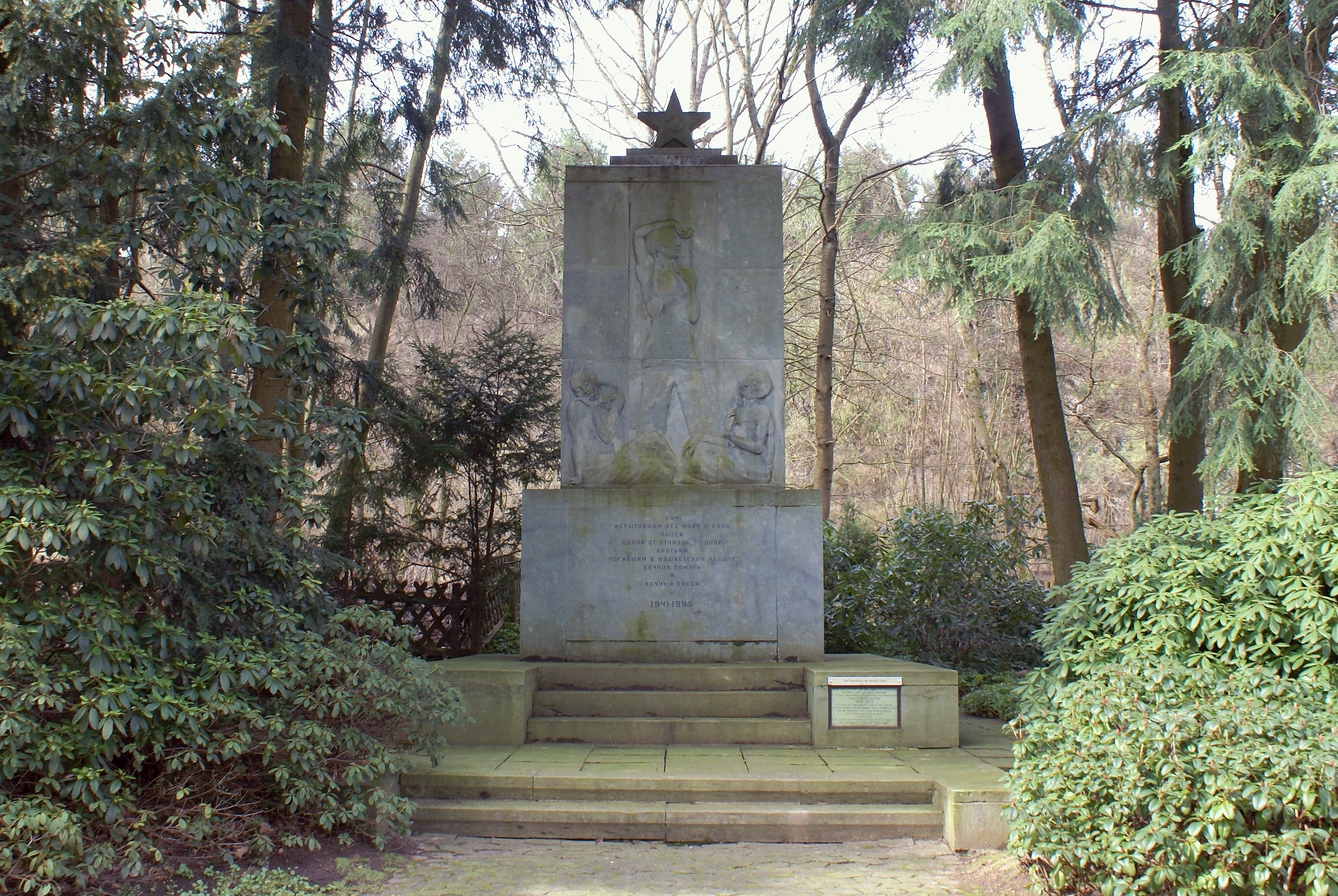
Gedenkstätte auf dem Duloh

Insgesamt wurden während des Zweiten Weltkriegs 19.979 ehemalige Kriegsgefangene auf dem 6.728 Quadratmeter großen Duloh-Friedhof in Massengräbern beigesetzt. Durch Umbettungen und Überführungen vergrößerte sich die Zahl in den folgenden Jahren auf 20.470. 22 Einzelgräber wurden größtenteils für die nach der Befreiung Verstorbenen eingerichtet.
Nach Kriegsende entwarf ein sowjetischer Künstler ein Denkmal, das am 9. Oktober 1945 von sowjetischen und britischen Militärs sowie dem Hemeraner Bürgermeister Josef Kleffner eingeweiht wurde. Das Mahnmal ist sechs Meter hoch und aus Anröchter Stein gefertigt. Es zeigt drei ausgezehrte Kriegsgefangene beim Arbeitseinsatz; an der Spitze befindet sich ein Sowjetstern. 1966 und 1987 wurde das Denkmal restauriert und mit deutschen Übersetzungen der russischen Inschriften ergänzt.

### Kriegsfriedhof Höcklingser Weg

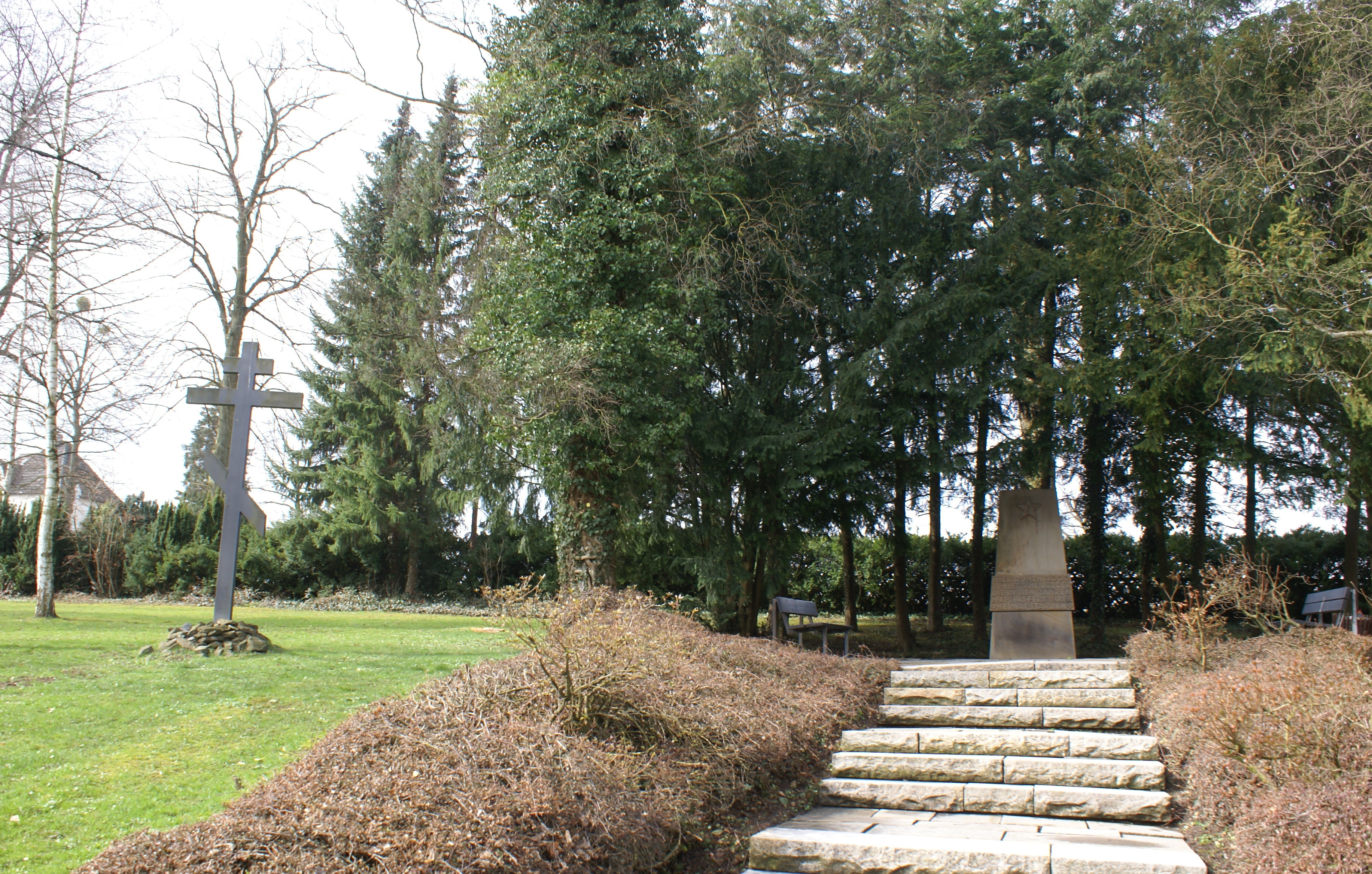
Kriegsfriedhof Höcklingser Weg

Im Januar 1942 pachtete die Stadt Hemer ein Friedhofsareal für die Bestattung sowjetischer Kriegsgefangener, das vorher Teil des evangelischen Friedhofs der Stadt war. Auch zum Höcklingser Weg wurden die Leichen in Ölpapier gehüllt auf Leichenwagen transportiert und in der Nähe der Straße und der Bahnstrecke Hemer–Menden in Massengräbern beerdigt. Bis zur Errichtung des Friedhofs am Duloh waren am Höcklingser Weg 16 Massengräber für insgesamt rund 3000 Verstorbene angelegt worden. Nach dem März 1943 fanden dort allerdings nur noch wenige Bestattungen statt.
Das Gelände wurde 1949 eingeebnet und umgestaltet, am 26. November 1967 wurde ein provisorischer Gedenkstein durch ein Denkmal mit der Inschrift: „Hier ruhen 3000 sowjetische Bürger, die in den Jahren 1941–1945 fern ihrer Heimat starben“ ersetzt. Das Gelände ist knapp 3000 Quadratmeter groß und wurde 1975 mit einigen Birken bepflanzt.

### Weitere Grabstätten
Am 4. Oktober 1939, als es zum ersten Todesfall im Lager gekommen war, beschloss der Hemeraner Bürgermeister Wilhelm Langemann einen Teil des Waldfriedhofs in Sundwig der Wehrmacht für verstorbene polnische Kriegsgefangene zur Verfügung zu stellen. In den folgenden Jahren wurden dort 332 Kriegsgefangene unterschiedlicher Nationen in Holzsärgen bestattet. Die Bestattung erfolgte für die Westgefangenen in würdevollerem Rahmen; so war ein Geistlicher anwesend und für jeden Verstorbenen wurde ein Kreuz mit seinem Namen aufgestellt. 1942 kam eine Stele eines französischen Bildhauers aus dem Lager hinzu. 1947 und 1956 wurden Verstorbene in ihre Heimatländer und in zentrale Friedhofsanlagen überführt. Osteuropäer, Italiener und Verstorbene unbekannter Nation wurden auf den Duloh transportiert; die Anlage in Sundwig wurde 1956 aufgelöst. Die Stele steht seitdem ebenfalls am Duloh.
Nach der Übergabe des Lagers hoben die amerikanischen Soldaten auf einem Feld nordwestlich des Geländes ein neues Massengrab aus, um die 253 verstorbenen Kriegsgefangenen aus dem überfüllten Totenkeller bestatten zu können. Sie legten ein 50 Meter langes und 6 Meter breites Feld an, wo auch ein Denkmal errichtet wurde. Im Folgejahr wurden die Leichen auf den Duloh überführt; das Massengrab am Haseloh wurde im Dezember 1946 aufgelöst. Heute ist es überbaut.
Am Duloh befand sich neben dem sowjetischen auch ein italienischer Friedhof, auf dem 1945 die ersten Italiener bestattet wurden. 1949 umfasste das Areal 206 Gräber. Im Juli 1957 wurden die sterblichen Überreste von 182 ehemaligen Soldaten nach Italien überführt. Der Friedhof wurde aufgelöst.

## Verhalten der Bevölkerung
Viele Hemeraner verhielten sich gegenüber dem Stammlager neutral und passiv. Einige behandelten die Gefangenen wie besiegte Feinde und begegneten ihnen mit Hass, während andere versuchten, ihnen zu helfen. Besonders während des Arbeitseinsatzes war die Hilfsbereitschaft der Bevölkerung groß. Aus Angst, denunziert zu werden, mussten Verpflegung oder andere Gegenstände heimlich übergeben werden. Einwohnern, die es wagten, das Lagerpersonal wegen des rüden und menschenunwürdigen Umgangs mit den Gefangenen anzusprechen, wurde körperliche Züchtigung angedroht. Bei Gefangenentransporten kam es allerdings auch vereinzelt zu Steinwürfen und Beschimpfungen durch Einheimische.
Gerichte verurteilten Personen, denen vorgeworfen wurde, Kontakt zu Kriegsgefangenen aufgenommen zu haben, meist hart. So wurde ein Hemeraner, der mit einem Kriegsgefangenen Brot gegen Tabak getauscht hatte, zu einer zweimonatigen Haftstrafe verurteilt. Sexueller Umgang zwischen Gefangenen und deutschen Frauen wurde besonders hart bestraft. Aus Deilinghofen ist der Fall einer Frau bekannt, die einen Franzosen bei sich aufgenommen hatte und dafür mit vier Jahren Zuchthaus bestraft wurde.

## Gedenken in der Nachkriegszeit
In der Nachkriegszeit verdrängte die Hemeraner Öffentlichkeit die Stalag-Geschehnisse lange. 1982 veröffentlichte die Bürgerinitiative für Frieden und Abrüstung eine Broschüre über das Stammlager, für die sie von der Hemeraner Bevölkerung teilweise beschimpft und bedroht wurde. Der Bürger- und Heimatverein Hemer nahm das Thema nicht in seine Veröffentlichungen auf. Gedenkveranstaltungen am Russenfriedhof auf dem Duloh finden seit 1982 jährlich am Volkstrauertag statt. Zu den Rednern gehörten dabei unter anderen Uta Ranke-Heinemann (1984), der damalige nordrhein-westfälische Sozialminister Hermann Heinemann (1989) und der damalige Kultusminister Hans Schwier (1990). Seit 1986 entsandte die Sowjetunion offizielle Vertreter zur Gedenkfeier, ab 1988 nahm auch die Bundeswehr teil.

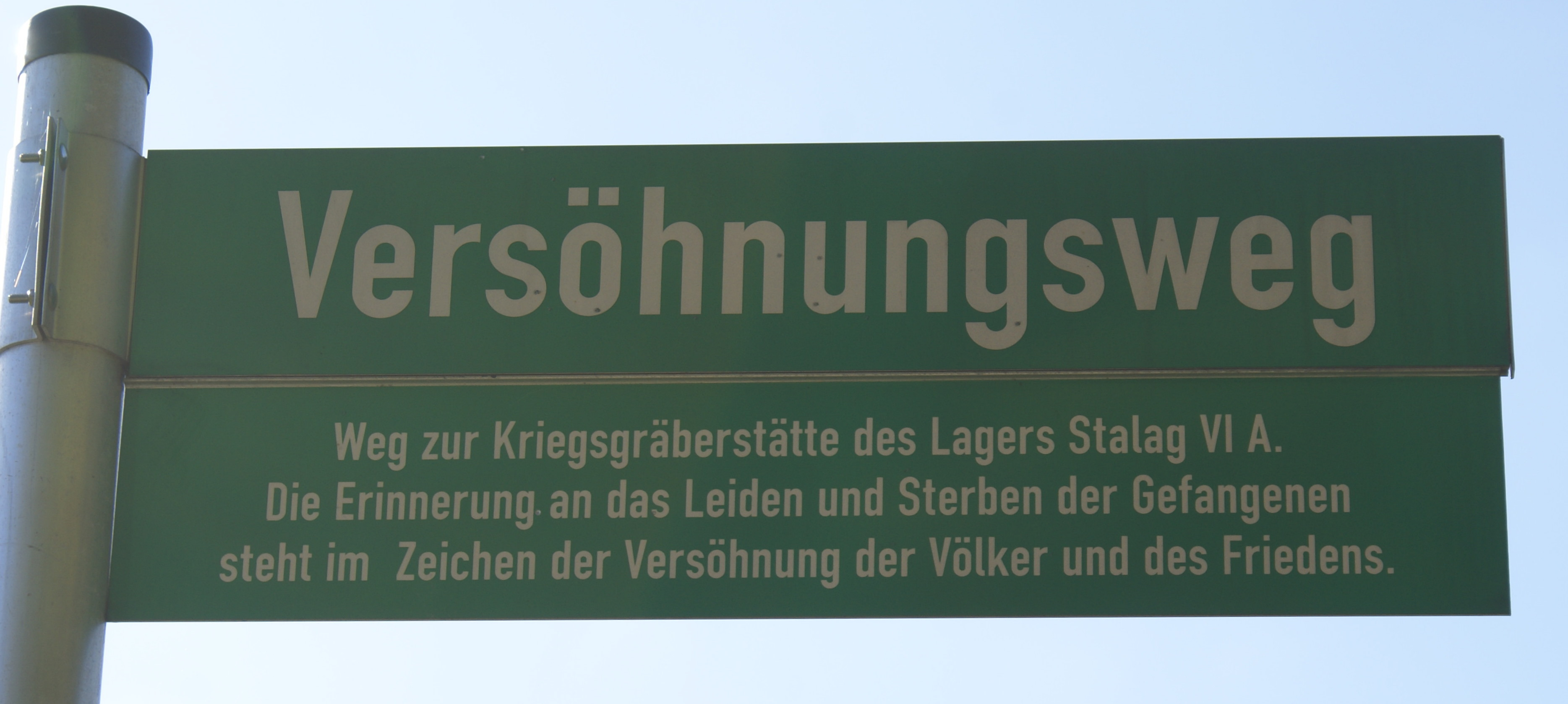
Versöhnungsweg

Nach dem Fall des Eisernen Vorhangs ging die Stadt Hemer eine Städtefreundschaft mit Schtscholkowo in der Oblast Moskau ein. Der ehemalige sowjetische Kriegsgefangene Nikolai Gubarew setzte sich von russischer Seite besonders stark für die Versöhnung ein und wurde dafür mit dem Ehrenbrief der Stadt Hemer ausgezeichnet. Außerdem wurde eine Straße auf dem ehemaligen Lagergelände nach ihm benannt. Zum Russenfriedhof auf dem Duloh führt ein „Versöhnungsweg“.

### Jübergkreuz

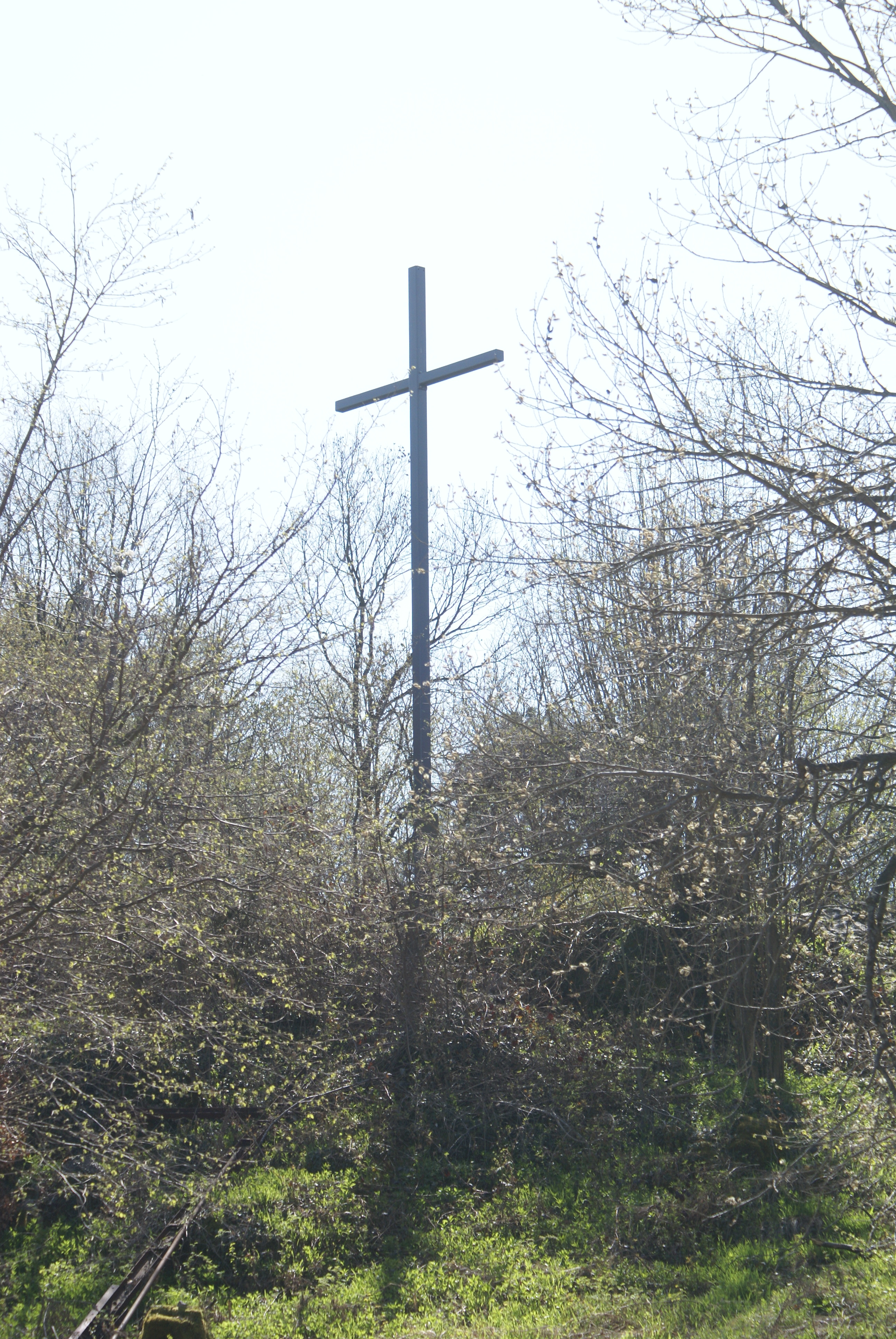
Jübergkreuz

Auf dem Jüberg am Rande des ehemaligen Stalag-Geländes errichteten die katholischen und evangelischen Kirchengemeinden in Hemer am 20. September 1947 ein Kreuz der Versöhnung über den Gräbern zur Erinnerung an das Schicksal der Kriegsgefangenen. An Pfingsten 2009 wurde ein neues Kreuz vor mehr als 500 Menschen geweiht. Es enthält den Text der Bergpredigt, ist 7,5 Meter hoch und wiegt 280 Kilogramm.
Die Inschrift lautet:

„Dieses Kreuz erinnert an das Kriegsgefangenenlager Stalag VI A am Fuße des Jübergs und an die dort gestorbenen Soldaten und Zivilisten vieler Nationen im Zweiten Weltkrieg von 1939 bis 1945. Die gute Verständigung der beiden Konfessionen während der Zeit der nationalsozialistischen Gewaltherrschaft führte 1947 zur Errichtung dieses Kreuzes durch die evangelische und katholische Jugend in Hemer. Im Jahre 2009 wurde das Kreuz erneuert, als Zeichen der Hoffnung in Jesus Christus, unseren Glauben an IHN lebendig zu halten.“

### Mahnmal

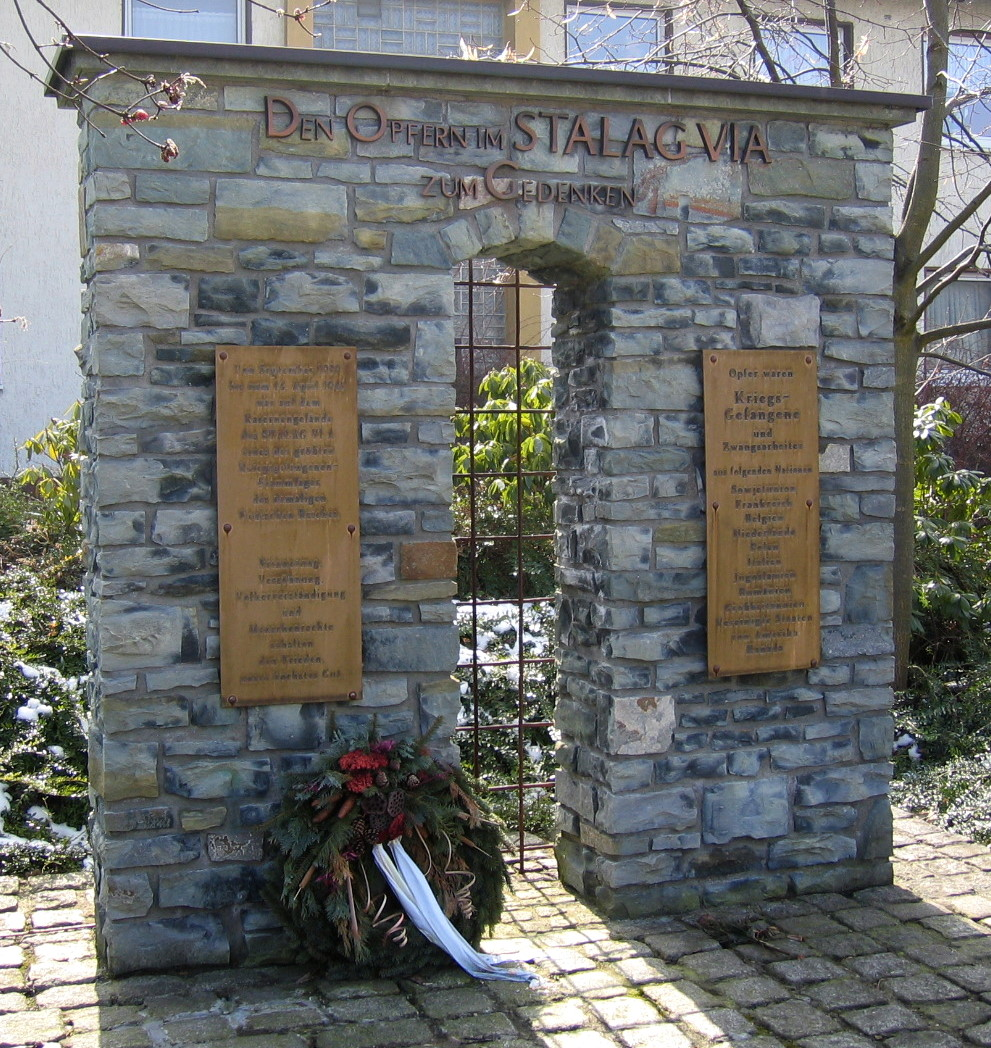
Mahnmal

Das Mahnmal „Den Opfern des Stalag VI A zum Gedenken“ wurde am 22. November 1992 eingeweiht. Mit Steinen, die der Ostenschlahstraße entnommen worden waren, wurde der Platz des Mahnmals zur Erinnerung an die Gefangenentransporte über diese Straße vom Bahnhof zur Kaserne gepflastert. Das Mahnmal besteht aus einer Bruchsteinmauer, deren enges Tor vergittert ist, und wurde durch eine Spendenaktion von Soldaten und Hemeraner Bürgern (Ergebnis: 14.410 DM) mitfinanziert. Die weiteren 9.000 DM trug die Stadt Hemer. An der Einweihung des Mahnmals nahmen führende Offiziere der Blücher-Kaserne, Bürgermeister Klaus Burda, Nikolai Gubarew und viele Hemeraner Bürger teil. Ein russisch-orthodoxer Priester aus Schtscholkowo weihte die Gedenkstätte.
Im Jahr 2000 wurden zwei zusätzliche Messingtafeln mit folgendem Wortlaut angebracht:

„Von September 1939 bis zum 14. April 1945 war auf dem Kasernengelände das Stalag VI A, eines der größten Kriegsgefangenen-Stammlager des damaligen Deutschen Reiches. Erinnerung, Versöhnung, Völkerverständigung und Menschenrechte erhalten den Frieden, unser höchstes Gut“

„Opfer waren Kriegs-Gefangene und Zwangsarbeiter aus folgenden Nationen: Sowjetunion, Frankreich, Belgien, Niederlande, Polen, Italien, Jugoslawien, Rumänien, Großbritannien, Vereinigte Staaten von Amerika, Kanada“

### Geschichtsraum
Ab 1995 sammelte ein Oberleutnant der Bundeswehr Dokumente, Fotos und sonstige Exponate zur Einrichtung eines Gedenkraums in der Kaserne. Am 14. April 1995, genau 50 Jahre nach der Befreiung des Lagers, wurde die Ausstellung eröffnet. Seit seiner Gründung im April 2005 betreut der Hemeraner Verein für Zeitgeschichte e. V. den Gedenkraum nach der Schließung des Bundeswehrstandortes. Fotos aus den Tagen der Befreiung des Lagers mit Begleittexten sowie Bastelarbeiten von Gefangenen und Lagergeld werden gezeigt.
Im Vorfeld der Landesgartenschau Hemer 2010 zog der Gedenkraum in den ehemaligen Block 3 des Stalags um. Auf einer Fläche von 85 Quadratmetern wurde die Ausstellung dort mit weiteren Exponaten ergänzt. Für die Einrichtung, die unter anderem ein größeres 3D-Modell des Lagers beinhaltet, hat der Verein eine Summe von 46.000 Euro aus Spenden und Förderungen, etwa der NRW-Stiftung, gesammelt.

### Friedensbaum
Seit 2010 erinnert ein Friedensbaum am Rande des Landesgartenschau-Geländes an das Kriegsende in Hemer am 14. März 1945. Den symbolischen Spatenstich nahmen Bürgermeister Michael Esken, Hans-Hermann Stopsack als Vorsitzender des Vereins für Hemeraner Zeitgeschichte und Zeitzeuge Emil Nensel als Mitglied der action 365 am 17. März 2010 vor. An der Linde ist ein Messingschild mit folgender Inschrift angebracht:

„Hemeraner Bürger pflanzten im Jahre 2010 diesen Baum zur Erinnerung an das Kriegsende am 14. April 1945. Nach heftigem Artillerie-Beschuss durch die Amerikaner wurde auf der Kuppe des Jübergs weithin sichtbar die weiße Fahne der Kapitulation aufgezogen. Der innere und äußere Friede ist ein hohes Gut, für den sich unser Einsatz lohnt!“

## Rezeption
Der Kriegsfilm Das Tribunal von Regisseur Gregory Hoblit spielt überwiegend im Stammlager VI A, das im Film allerdings nach Augsburg verlegt wurde. Mit Ausnahme des Namens verweist in der Handlung kaum etwas auf das wahre Geschehen im Stalag VI A. So waren in Hemer zum Beispiel nie US-amerikanische Soldaten inhaftiert.
Der Jugendroman Wassili von Heinz Weischer thematisiert die Geschichte eines jungen sowjetischen Soldaten, der in deutsche Kriegsgefangenschaft gerät. Nach der Registrierung im Stalag VI A leistet er Zwangsarbeit in der Zeche Sachsen in Hamm-Heessen.
Im Jahr 2025 entstand unter dem Titel Heimatlos – Wir dürfen nicht vergessen ein Kurzfilmprojekt von Markus Baumeister, das sich mit der Geschichte des Kriegsgefangenenlagers Stalag VI A auseinandersetzt. Der Film erzählt die fiktive Geschichte einer Mutter und ihrer Tochter, die alte Briefe ehemaliger Kriegsgefangener entdecken. Diese deuten darauf hin, dass der Großvater bzw. Vater als Hauptmann im Stalag VI A tätig war. Der Film wurde im Rahmen des gleichnamigen Theaterstücks von DAS Theater Hemer mehrfach öffentlich aufgeführt und ist online auf YouTube verfügbar.